# 洛克哈特 (明尼蘇達州)
洛克哈特（英語：Lockhart）是位於美國明尼蘇達州諾曼縣的一個非建制地區。

## 歷史
洛克哈特的郵局於1883年設立，其後於1976年停運。此地得名自當地地主。

## 地理
洛克哈特所處的海拔為高於海平面273米（即896英呎），而該地所採用的時區為UTC-6，即北美中部時區（CST）。同時該地設有夏令時間，為UTC-6調快一小時，即UTC-5（CDT）。